# William Cooper (Bürgerrechtler)
William Cooper (* 1861 (?) Yorta Yorta-Territory in Victoria; † 29. März 1941 in Mooroopna, Victoria) war ein Führer der Aborigines Australiens, der sich für ihre politischen Rechte einsetzte. Er gründete 1934 die Australian Aborigines League und sein größter nachhaltiger politischer Erfolg war die Einführung des Day of Mourning, der seit 1940 in Australien jährlich begangen wird.

## Leben
Cooper wurde im Stammesgebiet der Yorta Yorta-Aborigines um den Murray River und Goulburn River in Victoria geboren. Er war das fünfte von acht half-caste (Halbblut)-Kindern von Kitty Lewis und seinem Vater James Cooper, einem Arbeiter. Sie lebten in der Nähe der seit 1874 bestehenden Mologa Mission. Cooper arbeitete in Viehzuchtstationen. Mithilfe Erwachsener lernte er das Lesen und las literarische Klassiker. Er lernte von den Bewegungen, die für die Rechte der Indianer von Nordamerika und Neuseeland einstanden. Er war dreimal verheiratet.
Cooper verbrachte seine letzten Jahre in Cummeragnunja, einer Siedlung, in der der erste massive Protest der Aborigines in der Geschichte Australiens stattfand, der Cummeragunja Walk-off, des Weiteren in Coranderrk und an anderen Reservationen und zitierte dort die Rechte der Maoris und kanadischer Indianer als Beispiele für die politische Auseinandersetzung in Australien und kehrte im November 1940 nach Barmah zurück.
Er starb im Alter von 80 Jahren verarmt und hinterließ seine dritte Frau mit sechs Kindern. Sein Grab in Cumeroogunga ist nicht markiert.
Eine seiner Töchter, Ammy Charles, war die Verwalterin des ersten Wohnheims der Aborigines, das in Melbourne 1959 eröffnet wurde und einer seiner Söhne, Lynch Cooper, war ein Sportler, der 1928 Stawell Gift und einen Sprintwettbewerb bei der Weltmeisterschaft von 1929 gewann.

## Rechte der Aborigines
Er wurde Sprecher der Australian Workers’ Union im zentralen Victoria und im westlichen New South Wales und er war der Gründer der Australian Aborigines League im Jahre 1932 und wurde deren Sekretär. Dies war die erste politische Organisation, in der nur Aborigines Mitglieder waren. Die League setzte sich für die Menschen- und zivilen Rechte der Aborigines ein.
Er initiierte eine Petition an König Georg V., die eine direkte Repräsentation, das Stimmrecht der Aborigines im Parlament und die Übertragung der Rechte der Aborigines an ihrem ursprünglichen Land als Forderungen enthielt. Er sammelte 1814 Unterschriften dafür, obwohl regionale Verwaltungen und staatliche Regierungen ihn darin hinderten. 1935 führte er die erste Abordnung von Aborigines, die von einem Minister des Commonwealth; und 1938 die erste Abordnung, die von einem Premierminister empfangen wurde. Die Regierungen wiesen seine Forderungen anlässlich dieser Begegnungen ab.
Sein größter politischer Erfolg war die Durchsetzung des am 26. Januar 1936 abgehaltenen Day of Mourning, in dem nicht nur die britische Landnahme gefeiert wird, sondern auch auf die Rechte der Aborigines hingewiesen wird. Dieser Tag wurde erstmals 1940 gefeiert wurde. In dieser Auseinandersetzung verbündete sich die von Cooper geführte an Australian Aborigines League mit der von Jack Patten geführten Aborigines Progressive Association.

## Proteste gegen die Novemberpogrome 1938
Am 6. Dezember 1938, einige Wochen nach der Novemberpogrome 1938 in Deutschland, bei der die Synagogen geschändet und gebrandschatzt wurden, führte Cooper eine Delegation der Australian Aboriginal League zum Deutschen Konsulat in Melbourne, um eine Petition zu übergeben, die den „cruel persecution of the Jewish people by the Nazi government of Germany“ (grausamen Verfolgungswahn des jüdischen Volkes durch die nationalsozialistische Regierung) verdammte. Das Konsulat verweigerte die Annahme der Petition. Es handelte sich hierbei um den einzigen weltweit öffentlichen Protest dieser Art.
Am 6. Dezember 2008, dem 70. Jahrestag des Protests der Aborigines gegen die Kristallnacht pflanzte Coopers Enkelsohn, Alfred „Boydie“ Turner, mit Erlaubnis der israelischen Botschaft 70 australische Bäume in Israel. Eine Feier im Parlament in Melbourne fand unter Teilnahme von einigen Dutzend Mitgliedern des Yorta Yorta-Stamms als auch des Premierministers von Victoria John Brumby und des Ministers für Familie, Wohnungsbau, Öffentlichkeit und Angelegenheiten der Aborigines Jenny Macklin, Abgeordneten, Diplomaten und Vertretern jüdischer Organisationen statt.
Am 28. April 2009 wurden fünf Bäume im Wald der Märtyrer bei Jerusalem anlässlich einer Gedenkfeier in Israel gepflanzt. Daran teilgenommen haben Turner und zwölf Familienmitglieder von William Cooper als auch eine Anzahl von führenden Vertretern jüdischer Organisationen. Am gleichen Tag fand eine Gedenkfeier der Aborigines Advancement League in Melbourne zur Erinnerung an Coopers „brave stance against the oppression of the Jews“ (tapfere Haltung gegen die Unterdrückung der Juden).